# 曼蒂 (電影)
是一部2018年美國和比利時合拍的迷幻動作恐怖片，由帕諾斯·柯斯麥托斯執導並與亞倫·史都華-安（Aaron Stewart-Ahn）共同撰寫劇本，主演包括尼可拉斯·凱吉、安德莉亞·瑞絲柏和萊納斯·洛區。故事講述當伐木工人雷德·米勒（Red Miller，凱吉飾演）失去了自己一生的摯愛後，決心要向侵擾自己生活的邪教組織展開報復。
當柯斯麥托斯在完成前作《迷幻黑彩虹》（2010年）劇本的同時，連同寫出《曼蒂》的劇本，題材主要是他所著迷的復仇類型。製片人伊利亞·伍德的幽視影業加入製作行列後，伍德將劇本推薦給凱吉。2017年夏季在比利時瓦隆大區展開主要拍攝，為期29天。《曼蒂》2018年1月19日在日舞影展的「午夜首映」單元上首映，並由RLJE影業定檔2018年9月14日在美國有限上映和VOD發行；DVD及藍光則由環球影視發行。
《曼蒂》上映後在影評界和觀眾間獲得普遍好評，影評人大多讚賞其獨特的風格、視覺效果、配樂、動作編排及凱吉的演技，且時常被拿來與《迷幻黑彩虹》作對比；也在發行後受到粉絲的推崇而迅速地獲得了邪典電影的地位。《曼蒂》入圍第45屆土星獎上的兩個獎項，其中贏得了最佳獨立電影一獎。該片為作曲家約翰·約翰森的遺作。

## 劇情
1983年，在暗影山脈附近荒野中的某個地方，雷德·米勒和他的女友曼蒂·布倫一起住在湖邊的小屋中，過著與世隔絕的隱居生活。雷德是名伐木工人，而曼蒂則在附近樹林的加油站擔任收銀員，並時常繪製令雷德相當欣賞的奇幻藝術畫作。兩人的對話中暗示了他们艱困的過去和心理上的困境。雷德是個正在戒酒的酗酒者，而曼蒂則述說了自己童年所遭遇的創傷。
某日，曼蒂在上班途中與一輛「新黎明之子」（Children of the New Dawn）的箱型車擦身而過，這是個由耶利米·沙德所帶領的嬉皮邪教組織。沙德被曼蒂的魅力所吸引並命令他的信徒史旺老哥前去綁架她。而另一名信徒瑪琳大媽則從曼蒂口中得知她住所的位置。
當天晚間，史旺開車到湖邊用一個神秘的號角「阿布拉克薩斯之角」（Horn of Abraxas）召喚一群凶狠且嗜血的惡魔機車黨——黑骷髏（Black Skulls），並闖進雷德的家中將曼蒂強行帶走。曼蒂被瑪琳大媽及同樣是信徒的露西小妹注入迷幻藥物，並與耶利米見面。原來對方是名失敗的音樂家，且試圖用迷幻民謠的音樂來勾引曼蒂；他還表示，上帝告訴自己能做自己想做的任何事。但曼蒂卻大力嘲笑他，而使耶利米極度憤怒。為了報復，耶利米將雷德綁在籬笆上並刺傷了他，接著在他面前活活燒死曼蒂。在曼蒂燒成灰燼後，新黎明之子們開車離開；雷德則從噩夢中醒來後，他到廁所內猛灌一瓶伏特加，並因痛苦、悲傷和憤怒而崩潰地大叫起來。
到了早上，雷德從他的朋友卡羅瑟斯手中取得了一把名為「收割者」（The Reaper）的弩，並從卡羅瑟斯口中得知有關黑骷髏行蹤的訊息。之後，雷德用弩和自己打造的一把戰斧追捕黑骷髏，並企圖殺死他們。但在此過程中反被對方俘虜。在他們的藏身處，雷德設法掙脫並逐一殺死那三名黑骷髏；途中，他還吸了對方的一些古柯鹼及污染的LSD，且在吸食後產生了幻覺，其中他看見了一座無線電塔。
當雷德到達那座無線電塔時，遇見了一位神秘的藥物製造商——化學家，雷德從對方口中得知新黎明之子的成員們都藏身於北方。在採石場中的臨時木製教堂中，雷德殺死了其成員史旺老哥、漢克及卡洛佩克，只留下了露西小妹的性命。在教堂下方的地下空間中，他又殺了瑪琳大媽並找到了耶利米。耶利米乞求雷德放過自己，但雷德仍以碾碎他頭骨的方式殺死了對方。
最後，雷德放火燒了教堂並開車離去；與此同時，他幻想著曼蒂就坐在車子的副座上與自己相望，而他身後的風景則看起來像是地獄般的外星世界。片尾名單後，畫面停留在曼蒂生前繪製的幾張畫作上。

## 演員
- 尼可拉斯·凱吉飾演雷德·米勒（Red Miller）[15]：伐木工人，為了曼蒂而向邪教組織展開報復[16]。

在討論到劇本與自己過去的連結時，導演柯斯麥托斯透露，主角雷德·米勒是受到他住在墨西哥瓜達拉哈拉的一位鄰居所啟發，該鄰居是名緝毒警察，時常在院子用.44麥格農對外牆練習槍法。在凱吉提議自己來飾演該角的幾個月後，柯斯麥托斯做了場對方飾演雷德的夢，感到滿意的他為此同意了這決定，並在之後改寫了劇本上的一些對白。在柯斯麥托斯的執導下，凱吉所詮釋的雷德·米勒一角被形容為「破碎且焦慮不安的人」。對此，凱吉表示自己是受到《十三號星期五》系列電影中的殺手所啟發，這也比以往的演出更加地瘋狂。
- 安德莉亞·瑞絲柏飾演曼蒂·布倫（Mandy Bloom）[15]：加油站收銀員兼奇幻藝術插畫家，雷德的愛人[16]。

瑞絲柏認為身為電影主題的曼蒂·布倫在精神上是穩健且高不可攀，「儘管在現實世界中受到了任何非人道的待遇，但她的精神卻是機智、令人費解、永恆，她在本質上成為了神靈」；柯斯麥托斯則形容該角為「令人難以置信的開放性，但對人有很強烈的直覺」。曼蒂一角是受到柯斯麥托斯在8歲或10歲左右於拍賣會上遇見的錢包老闆，以及在高中時在社區中遇見的一名陌生女子所啟發，兩者皆戴著金屬框絲的眼鏡。
- 萊納斯·洛區飾演耶利米·沙德（Jeremiah Sand）[15]：邪教組織「新黎明之子（Children of the New Dawn）」的領導人[16]。

柯斯麥托斯透露，他原本希望凱吉來飾演該角，但對方更想飾演雷德。耶利米一角與現實的邪教領袖查爾斯·曼森有許多相似之處，如兩人都是失敗的音樂家、將自己的人稱為「豬」，且曾對他們使用過迷幻藥物。
- 比爾·杜克飾演卡羅瑟斯（Caruthers）[15]：雷德的老友，為他提供武器[16]。

柯斯麥托斯是杜克電影《臥龍戰警》（1992年）的粉絲，所以向對方發出了出演《曼蒂》的邀約，而杜克則爽快地答應。
- 李察·布雷克飾演化學家（The Chemist）[15]：神秘的藥物製造商，新黎明之子的合夥人[16]，寵物是一隻名為麗茲（Lizzie）的孟加拉虎[註 1]。

新黎明之子的幹部史旺老哥（Brother Swan）由尼德·丹尼希飾演，瑪琳大媽（Mother Marlene）由歐雯·弗勒飾演，露西小妹（Sister Lucy）由琳恩·皮耶（Line Pillet）飾演，而卡洛佩克老哥（Brother Klopek）及漢克老哥（Brother Hanker）則分別由克萊門特·拜倫內（Clément Baronnet）與亞歷克西斯·瑞萊蒙（Alexis Julemont）飾演。海莉·塞維爾（Hayley Saywell）在片中飾演黑骷髏（Black Skulls）之一的老姊（Sis）。

## 製作

### 發展
導演帕諾斯·柯斯麥托斯在撰寫《迷幻黑彩虹》（2010年）劇本的同時，也完成了《曼蒂》的劇本。《曼蒂》也和前者一樣，是他自己為了走出父母去世陰影而創作的電影；《迷幻黑彩虹》代表著他在母親去世時壓抑的感情，而《曼蒂》則用來幫助自己消除和釋放情緒的「解毒劑」。柯斯麥托斯透露，在編寫劇本時最大的挑戰是長期坐在打字機前，但會以聽音樂的方式來激發自己的創造力。與朋友亞倫·史都華-安（Aaron Stewart-Ahn）一起編寫《曼蒂》的原因在於「可能倍感愉悅的過程，而不非孤立的噩夢。」
柯斯麥托斯沉迷於復仇電影並認為該類型將會流行起來，曾為此連續觀看了每一部《猛龍怪客》電影。對於《曼蒂》，他表示：「極具挑戰且古怪的電影，但我也希望該片充滿樂趣又動人。」柯斯麥托斯從小時候喜歡的所有東西中獲得靈感——《Fangoria》、重金屬音樂及恐怖片的封面，以及《幽靈終結者》（1986年）、《眼鏡蛇》（1986年）、《黑雨》（1989年）及《霹靂男兒》（1990年）等80、90年代動作片。

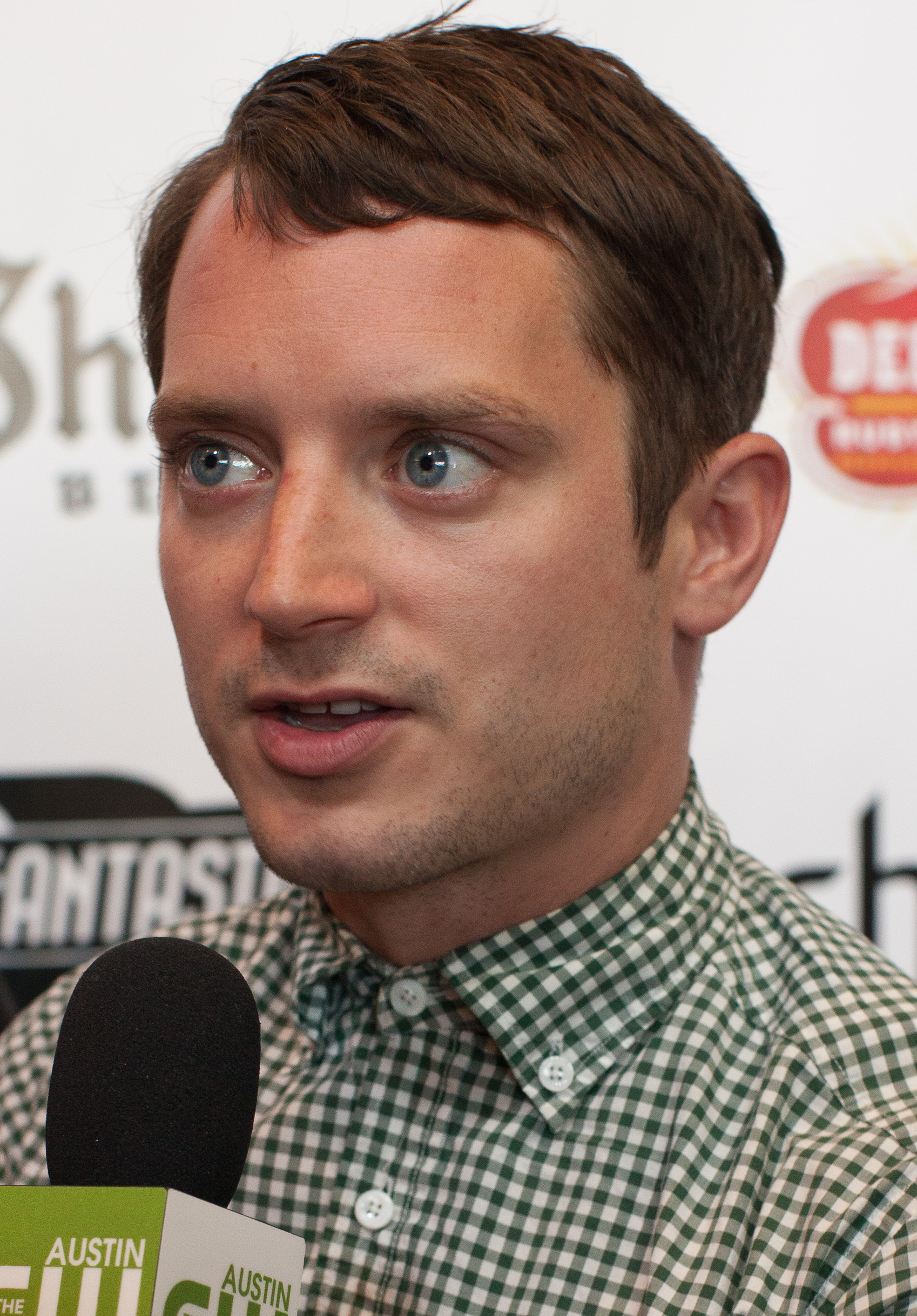
幽視影業的伊利亞·伍德擔任該片的監製

該片由伊利亞·伍德的幽視影業製作，製片人伍德將《曼蒂》推薦給曾與自己合作過的尼可拉斯·凱吉，並建議他先看過導演前作《迷幻黑彩虹》；看過《迷幻黑彩虹》的凱吉做了場惡夢。2017年6月，凱吉確認主演，定於2017年夏季在比利時開拍。XYZ影業負責該片的全球發行。

2018年1月30日，柯斯麥托斯與Bloody Disgusting網站的訪談中提到，該片和《迷幻黑彩虹》同為1983年背景的電影，但他並不打算再拍第三部該年代的電影；他再透露，兩部片共享同一宇宙：
|  | 我想也許我會製作一套1983年三部曲，但在完成這部電影之後，我意識到作為《迷幻黑彩虹》的另一部對我來說非常完美，我認為兩者能以陰／陽形式共存。 |

《曼蒂》的合作製片公司為Legion M，世界上第一家允許粉絲投資並參與新電影和其他娛樂形式的娛樂公司，且在2018年日舞影展上主持了柯斯麥托斯和其他人的小組討論會，凱吉也意外地參與活動。

### 拍攝
電影2017年夏季在比利時展開主要拍攝，由班傑明·勒布（Benjamin Loeb）擔任攝影指導
。原本，導演柯斯麥托斯和勒布打算使用底片來拍出16毫米變形格式的電影，但因預算和準備工作而改以數位拍攝。無法改變決定的他們主要使用阿萊Alexa來拍片，並加上了潘那维申變形格式，以實現電影中的老派氛圍。整體而言，該片使用了75毫米和50毫米，以及短變形的變焦透鏡所拍攝，並因電影的氛圍逐漸變得幽閉恐怖，所以還用上了50-5毫米的變焦鏡頭（長焦鏡頭）來增強此效果。
劇組在瓦隆大區的森林進行了為期二十九天的拍攝工作，且拍攝大都是在晚上進行。為了工作順利，他們都要遵循一份連續十九個晚上的拍攝時間表；其中，電鋸對決一橋段只需兩天即可完成。柯斯麥托斯認為那場電鋸對決是自己拍過最困難的一場戲。因少量的預算和工作人員的緣故，大多數的照明環境都是由道具燈所創造，如戶外的汽車前照燈。動作編排、特技和天候因素使拍攝變得複雜和困難，這讓勒布不得不用到第二台阿萊Alexa。
片中出現的虛構起司品牌「切達妖精」（Cheddar Goblin）廣告成為了網上討論最熱門的話題之一。在片中，凱吉的角色停在電視機前觀看一則奇怪的商業廣告——一隻名為切達妖精的綠色怪物傀儡（品牌吉祥物）從口中將起司吐在兩個孩子的身上，這讓它迅速地成為了網路上的紅人。切達妖精甚至擁有自己的Twitter帳戶及相關商品。該廣告由《廚師太多》的創作者卡斯柏·凱利執導和構思，實際特效師沙恩·莫頓（Shane Morton）創作其怪物傀儡。莫頓本身是80年代懷舊風的粉絲，而切達妖精的創作靈感來自1985年電影《馬桶妖怪》；在繪製完草圖後，莫頓花了四個小時才完成其初始雕塑。

## 風格
《曼蒂》沿用了導演柯斯麥托斯的前作《迷幻黑彩虹》相同的風格，如緩慢的步調、沉悶的氛圍、眩目的視覺效果等。攝影指導班傑明·勒布在片中運用了導演的招牌影像風格——，即鏡頭光暈，指將小型LED燈對準鏡頭的鏡筒，以柔化光線來呈現出顆粒狀和模糊的畫面；其美感能令人愉悅且令人身臨其境，並讓人有著一種催眠效果，使觀看者感到緩慢且微妙。
為了設想的視覺效果，柯斯麥托斯收集和參考了一些圖像，想和B級片製片人山繆·Z·阿克夫的電影一樣——「用海報來拍片」。他不僅要寫一則故事，還得建立一個現實和語言，嘗試將任何主題整合到自己的腦海中；柯斯麥托斯對喜劇或極複雜的情節不感興趣，他喜歡讓所有的事物圍繞在一則簡單的故事上發展。此外，其畫面上還受到了導演史丹利·庫柏力克和安德烈·塔可夫斯基的電影及動畫片《宇宙奇趣錄》（1981年）的影響。
該片前半的步調相當空靈且緩慢，但到了後半段卻變得較為輕快，且帶有血腥的恐怖橋段。尤其是雷德·米勒與新黎明之子成員的對決，使人聯想到《養鬼吃人》系列電影、山姆·雷米《鬼玩人》三部曲及陶比·胡柏的《德州電鋸殺人狂2》（1986年）。
具有野蠻風格的《曼蒂》中含有許多會使好萊塢主流片商感到敏感的暴力成份。柯斯麥托斯表示，片中的暴力和暴力意象是其核心內容，必須具有原始感，就像他在小時候看的80年代野蠻電影《王者之劍》（1982年）一樣，「那是令人恐懼、有點野蠻、原始、黑暗的世界」。《曼蒂》中的復仇行為表現出了狂野西部的野蠻風格，為了對於野蠻生活的遐想，柯斯麥托斯曾搬到森林裡看奇幻電影。此外，雷德的戰斧也符合了片中對野蠻神話的構想；該戰斧是由柯斯麥托斯的友人傑弗瑞·哈勒戴（Jeffrey Holliday）所設計，其外型大致採用了蠻夷寒霜樂團標誌中的「F」。

## 主題

### 復仇
《曼蒂》首要的主題為「復仇」，這是柯斯麥托斯所沉迷的類型。由於母親去世的悲傷和沒法發洩的憤怒，柯斯麥托斯有段時間變得極端焦慮，甚至對恐怖片產生了反感。在整個1990年代，他對外國電影和法國新浪潮越來越感興趣，如尚盧·高達、法蘭索瓦·楚浮、艾力·侯麥和米開朗基羅·安東尼奧尼，以及高達的《阿爾發城》（1965年）、安東尼奧尼的《紅色沙漠》（1964年）。

在看完每一部《猛龍怪客》系列電影後，柯斯麥托斯將《猛龍怪客2》（1982年）評為「史上最令人不爽的空虛電影」，但認為若是能將片中的複雜感簡化、並化作歌劇般的感覺則對自己較有益。此外，柯斯麥托斯還在復仇這一主題上加上了大男子主義，以探討耶利米的男性自戀和雷德的暴力悲傷。柯斯麥托斯在接受《Filmmaker》採訪而被問及關於復仇電影常涉及的道德問題時，他表示：
|  | 我實際上認為（復仇的行為）確實可以幫助角色。我不想拍一部懲罰復仇者的電影，而我傾向於偏愛沒有道德的電影。 |

### 宗教
在《迷幻黑彩虹》中探討了嬰兒潮時期出生的人的新紀元宗教信仰，該時期的人們讓「心靈病毒」控制了自己的生活方式，《曼蒂》繼續探討大多數的現代宗教如何重新詮釋或顛覆了他們的初衷。柯斯麥托斯不認同人們需要宗教才能過上道德、光榮的生活；相反地，人可以「冒著聽起來有點老套的風險」在自己的生活中找到個人意義。他還認為愛人和被愛對於成為一個健康的人來說至關重要。
該片的角色有著對宗教的隱喻和意象。身為邪教成員的耶利米在片中戴著基督教十字架項鍊，並且在褻瀆神靈後顯然濫用了聖經和教堂，這些代表著是把宗教信仰推向極端的象徵，以及對基督教信仰感到困惑的描述。曼蒂象徵的是「大地之母」，她熱愛自然並對星系著迷，並曾對一隻死去的小鹿落淚。而迷戀曼蒂的耶利米則暗喻了人類對摧毀大地之母的痴迷——當他的音樂、宗教信仰和人格魅力未能取得對方的認同時，因被刺激而憤怒，最後殺死了曼蒂。雷德一角在片中經歷了一段艱苦的旅程，就像是穿越至地獄的夢幻任務，並與被稱為「黑骷髏」的奇怪敵人戰鬥；如果曼蒂是「大地之母」，那雷德就是為了惡徒對她所做的一切而下地獄的「上帝」（他在片中一段場景中曾宣稱自己是上帝）。
此外，片中很多地方有著對末日的強烈隱喻，以鋪成即將來臨的厄運感；如曼蒂讀了一本名為《蛇眼探求者》（Seeker of the Serpent's Eye）的書，當中能看見從《啟示錄》上擷取的圖像。

## 音樂

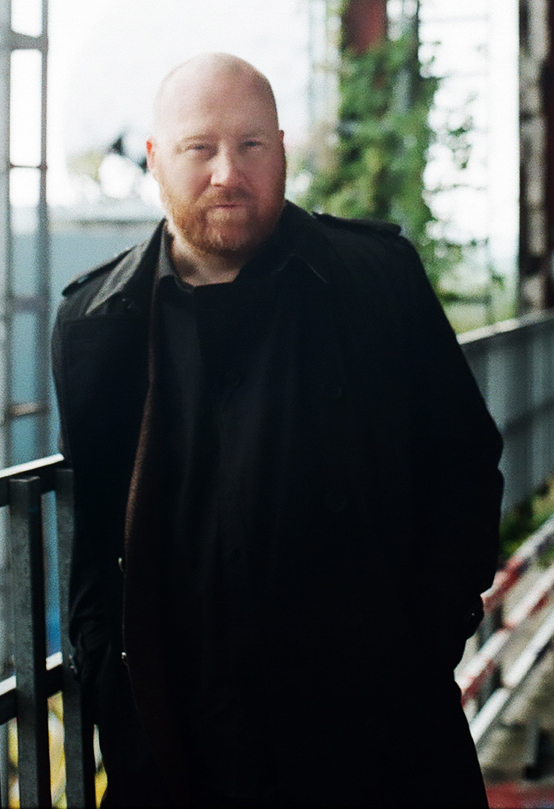
《曼蒂》為作曲家約翰·約翰森的遺作之一

《曼蒂》的配樂由冰島作曲家約翰·約翰森編曲；當他於2018年2月9日過世後，《曼蒂》則成為了其遺作之一，以及最後一部原聲帶作品。約翰的經紀人提姆·哈德森（Tim Husom）表示，約翰在生前一直努力於《曼蒂》的配樂，好讓電影趕上日舞影展。他還透露最初於2016年8月，收到了來自製片公司幽視影業的電話，對方邀請約翰為《曼蒂》的配樂作曲；當約翰才剛完成了《異星入境》（2016年）後，他們收到了《曼蒂》的情緒板並很快讓約翰產生興趣。
約翰在該片使用了全新嘗試的沉重搖滾樂，並接受了美國先鋒金屬樂團Sunn O)))的吉他手史蒂芬·歐莫利及唱片製作人藍道爾·鄧恩的協助。鄧恩表示，約翰最初的計劃是在帶有九支樂隊和一個充滿合成器的房間中現場錄製這帶有搖滾風的原聲帶，好讓「任何人都能跳起來」；但這最終並未實現，且電影配樂與電影本身的音樂提示是分開來創作，使該原聲帶「在精神上非常像搖滾專輯」。
在美國，《曼蒂》的電影原聲帶於2018年9月14日發行數位版，而實體版則發行於2018年10月19日。

## 發行
《曼蒂》2018年1月19日登上日舞影展的「午夜首映」單元，舉行全球首映，2018年5月8日在第71屆坎城影展的「導演雙週」單元上放映。其他參與放映的單位如奇幻影展（Fantasy Filmfest）、富川國際奇幻影展、納沙泰爾國際奇幻影展與紐西蘭國際影展等。《曼蒂》由RLJE影業定於2018年9月14日起美國發行，超過兩百間影院有限上映，同時排上VOD發行。
該片在美國上映首週從75間影院中取得22萬美元的票房；隔週，為了讓VOD成為觀賞《曼蒂》的最佳管道，影院數減至71間，使當週票房為15萬美元，較上週減少了31%，但仍得以納入該週末票房最高的獨立電影行列。10月，該片在院線受到歡迎而使RLJE決定延長上映至11月；與此同時，商業內幕網站表示，電影於iTunes上的租借數登上「獨立」、「恐怖」和「驚悚」類別電影中的前十名。雖然《曼蒂》以預算600萬美元在院線僅取得了148萬美元的票房，但仍超出製片方預期。
DVD及藍光由環球影視於2018年10月30日美國上市，影碟版收錄了幕後花絮、14分鐘的刪減和加長的片段，其中包含了完整版的「切達妖精」廣告片。2020年9月4日，恐怖片周邊公司「破裂恐怖粉」（Broke Horror Fan）推出的《曼蒂》限量版VHS透過威特娛樂（Witter Entertainment）開賣，限量版內容包括藝術家瓦西里斯·齊科斯（Vasilis Zikos）和克里斯多福·西（Christopher Shy）的美術圖集，以及從原始比例裁切成4：3比例的畫面。

## 反響

### 評價

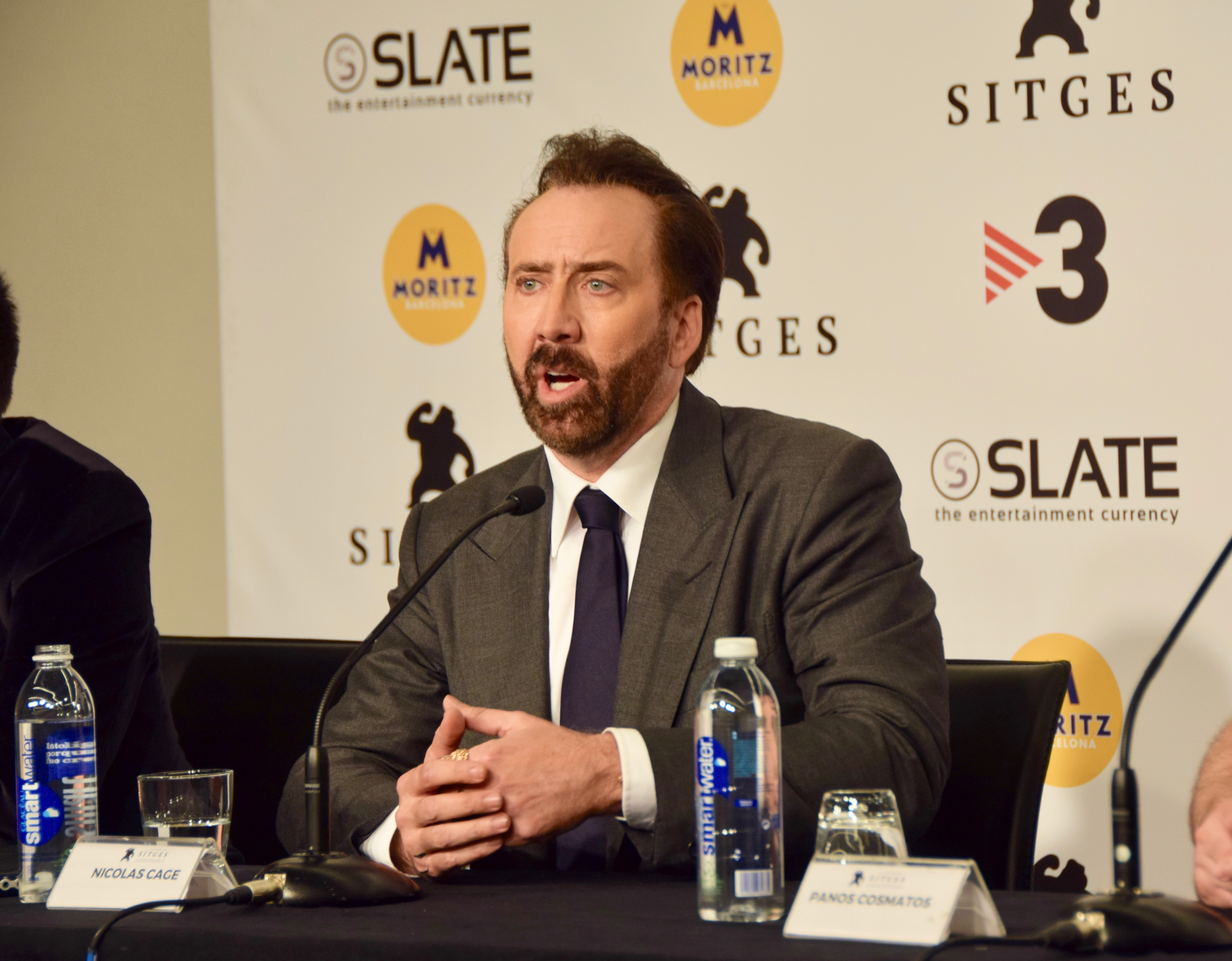
尼可拉斯·凱吉在片中的演出獲得了普遍讚譽

《曼蒂》在日舞影展上首映後獲得了普遍好評，放映完畢後獲得台下觀眾長達5分鐘的起立鼓掌。
該片在匯總媒體網站爛番茄上根據234篇評論而持有90%的新鮮度，平均得分7.63／10；該網站共識：「透過尼可拉斯·凱吉扣人心弦的演出，助長了《曼蒂》的古怪暴力——以及在爆發之間傳達著可觸知的情感。」而在Metacritic上根據30篇評論則獲得了81分，代表著「普遍正面的評價」。
《綜藝》的丹尼斯·哈維（Dennis Harvey）認為《曼蒂》保有《迷幻黑彩虹》的美學魅力，同時大幅提高了節奏和敘事的一致。除了片中的毛骨悚然效果和自嘲外，還稱讚了凱吉在當中表現的躁狂感。《好萊塢報導》的約翰·德佛爾（John DeFore）讚賞片中將情緒集中的高級恐怖基底，但也認為如果沒有凱吉來吸引觀眾，本片將沒沒無聞。
羅傑·伊伯特網的尼克·艾倫（Nick Allen）給予該片好評：「如同見識兩個極為極端的電影製作部門遇見彼此並創造出美麗的東西（當然，還有超凡的血腥和野蠻）；作為帕諾斯·柯斯麥托斯的第二部電影，邪典最喜歡的《迷幻黑彩虹》導演憑藉獨特的選擇再加上尼可拉斯·凱吉的大大加分，馬上讓《曼蒂》成為值得關注的日舞電影。」商業內幕網站的傑森·格爾拉斯奧（Jason Guerrasio）稱讚了凱吉的傑出表現：「尼可拉斯·凱吉在日舞電影《曼蒂》中，憑藉復古、瘋狂的表演風格完美演繹，同時具有徹底的邪典氣質。」但也認為該片和《迷幻黑彩虹》一樣可能不適合所有人。
Bloody Disgusting網站的弗萊德·托佩爾（Fred Topel）給了該片四個骷髏的評價（滿分五個骷髏），稱讚了凱吉和安德莉亞·瑞絲柏的演技，並認為導演柯斯麥托斯的風格上升至新的水準。網站的約翰·布萊斯戴爾（John Bleasdale）在滿分五星中給了《曼蒂》三星的中上評價，在評論中寫道：「柯斯麥托斯的《曼蒂》足以匹配凱吉的怪相成就，有時甚至可畏卓越的午夜瘋狂。」
相反地，《芝加哥讀者報》的班·薩克斯（Ben Sachs）給予負面的評價：「我不太喜歡該片，但可能見到嗜血迷和類型片的粉絲聞香而來。」
自《曼蒂》發行後，憑優異的口碑受到許多粉絲的推崇，迅速地獲得了邪典電影的地位；該片同時也獲得多名業界人士的推崇，如導演吉勒摩·戴托羅、艾德格·萊特、喬·林區和凱文·史密斯。其中，戴托羅、萊特及導演喬·柯尼許皆將《曼蒂》列入2018年度十大喜愛的電影名單。《君子雜誌》將《曼蒂》評為二十五部「2018年最佳電影」中的第一名。2023年8月，爛番茄將本片列名為「100部最佳2010年代恐怖片」排行榜第31名。

### 獎項
| 獎項和提名               | 獎項和提名               | 獎項和提名                     | 獎項和提名 | 獎項和提名      | 獎項和提名 |
| 獎項                     | 類別                     | 得獎者或提名者                 | 結果       | 來源            |            |
| ------------------------ | ------------------------ | ------------------------------ | ---------- | --------------- | ---------- |
| 納沙泰爾國際奇幻影展獎   | 納西瑟斯獎最佳長片       | 帕諾斯·柯斯麥托斯              | 提名       | [ 82 ]          |            |
| 錫切斯國際影展獎         | 最佳導演                 | 帕諾斯·柯斯麥托斯              | 獲獎       | [ 83 ]          |            |
| 第9屆好萊塢傳媒音樂獎    | 獨立電影原創音樂         | 約翰·約翰森                    | 提名       | [ 84 ]          |            |
| 底特律影評人協會獎       | 最佳音樂使用             | 《曼蒂》                       | 提名       | [ 85 ]          |            |
| 第31屆芝加哥影評人協會獎 | 最佳原創配樂             | 約翰·約翰森                    | 提名       | [ 86 ]          |            |
| 驚嚇指數獎               | 最佳恐怖電影             | 《曼蒂》                       | 提名       | [ 87 ]          |            |
| 驚嚇指數獎               | 最佳導演                 | 帕諾斯·柯斯麥托斯              | 提名       | [ 87 ]          |            |
| 驚嚇指數獎               | 最佳男演員               | 尼可拉斯·凱吉                  | 亞軍       | [ 87 ]          |            |
| 驚嚇指數獎               | 最佳男配角               | 萊納斯·洛區                    | 提名       | [ 87 ]          |            |
| 驚嚇指數獎               | 最佳攝影                 | 班傑明·勒布                    | 提名       | [ 87 ]          |            |
| 驚嚇指數獎               | 最佳服裝設計             | 艾莉絲·埃薩爾捷（Alice Eyssartier）            | 提名       | [ 87 ]          |            |
| 驚嚇指數獎               | 最佳配樂                 | 約翰·約翰森                    | 提名       | [ 87 ]          |            |
| 驚嚇指數獎               | 最佳化妝                 | 《曼蒂》                       | 提名       | [ 87 ]          |            |
| 驚嚇指數獎               | 最佳剪輯                 | 布雷特·W·巴赫曼（Brett W. Bachman）            | 獲獎       | [ 87 ]          |            |
| 驚嚇指數獎               | 最佳視覺效果             | 《曼蒂》                       | 提名       | [ 87 ]          |            |
| 鳳凰城影評圈獎           | 最佳恐怖片               | 《曼蒂》                       | 提名       | [ 88 ]          |            |
| 俄亥俄中部影評人協會獎   | 最佳配樂                 | 約翰·約翰森                    | 提名       | [ 89 ]          |            |
| 休斯頓影評人協會獎       | 最佳海報設計             | 《曼蒂》                       | 提名       | [ 90 ]          |            |
| 西雅圖影評協會獎         | 最佳原創配樂             | 約翰·約翰森                    | 獲獎       | [ 91 ]          |            |
| 女性電影記者聯盟獎       | 主角和愛人間的最大年齡差 | 安德莉亞·瑞絲柏、尼可拉斯·凱吉 | 提名       | [ 92 ]          |            |
| 都柏林影評圈獎           | 最佳攝影                 | 班傑明·勒布                    | 第五名     | [ 93 ] [ 94 ]   |            |
| 都柏林影評圈獎           | 最佳影片                 | 《曼蒂》                       | 第十名     | [ 93 ] [ 94 ]   |            |
| 第14屆奧斯汀影評人協會獎 | 最佳配樂                 | 約翰·約翰森                    | 獲獎       | [ 95 ]          |            |
| 第14屆奧斯汀影評人協會獎 | 最佳特技                 | 《曼蒂》                       | 提名       | [ 95 ]          |            |
| 第34屆獨立精神獎         | 最佳攝影                 | 班傑明·勒布                    | 提名       | [ 96 ]          |            |
| 第21屆瘋哥利牙鏈鋸獎     | 最佳男主角               | 尼可拉斯·凱吉                  | 獲獎       | [ 97 ] [ 98 ]   |            |
| 第21屆瘋哥利牙鏈鋸獎     | 最佳導演                 | 帕諾斯·柯斯麥托斯              | 提名       | [ 97 ] [ 98 ]   |            |
| 第21屆瘋哥利牙鏈鋸獎     | 最佳限量發行             | 《曼蒂》                       | 獲獎       | [ 97 ] [ 98 ]   |            |
| 第21屆瘋哥利牙鏈鋸獎     | 最佳化妝效果             | 奧里亞恩·德尼夫（Oriane de Neve）            | 提名       | [ 97 ] [ 98 ]   |            |
| 第21屆瘋哥利牙鏈鋸獎     | 最佳音樂                 | 約翰·約翰森                    | 獲獎       | [ 97 ] [ 98 ]   |            |
| 第21屆瘋哥利牙鏈鋸獎     | 最佳男配角               | 萊納斯·洛區                    | 提名       | [ 97 ] [ 98 ]   |            |
| 夏威夷影評協會           | 最佳被低估電影           | 《曼蒂》                       | 提名       | [ 99 ]          |            |
| 第45屆土星獎             | 最佳獨立電影             | 《曼蒂》                       | 獲獎       | [ 100 ] [ 101 ] |            |
| 第45屆土星獎             | 最佳男主角               | 尼可拉斯·凱吉                  | 提名       | [ 100 ] [ 101 ] |            |

1. ↑  與《重生騎士》並列。

## 未來
2018年10月，導演柯斯麥托斯在受訪表示，已有關於《曼蒂》續集的想法：「有人問過我，我不知道我是否是個會拍續集那類的人，我希望每部電影都有自己獨特的身份。當我在寫這部電影時，為了娛樂自己，我想像了雷德·米勒在一座被炸毀的城市中與納粹龐克份子交戰的一部續集。」他補充說：「我不知道這是否會發生，但這是個有趣的想法。」雖然《曼蒂》不會推出續集，但柯斯麥托斯表示未來有望與凱吉再次合作。

## 備註
1. ↑  李察·布雷克表示，麗茲在原始劇本中是一隻蜥蜴，直到拍攝時才被導演告知牠已換成了一隻老虎[26]。
2. ↑  心靈病毒是指花費大量時間思考某種觀念或問題，心靈病毒通常會使人為此停止進行其他的工作[43]。
3. ↑  嗜血迷是一種恐怖片的粉絲，該粉絲特別喜歡那種反派持武器殺人、受害者倉惶逃竄的血腥恐怖片；但這種電影由於平庸的人物背景、缺乏說服力的特效、無緣無故的裸露而受到主流影評人的批評[73]。

## 外部連結
- 互联网电影数据库（IMDb）上《曼蒂》的资料（英文）
- Box Office Mojo上《曼蒂》的資料（英文）
- Metacritic上《曼蒂》的資料（英文）
- 爛番茄上《曼蒂》的資料（英文）
- AllMovie上《曼蒂》的资料（英文）
- 豆瓣电影上《曼蒂》的資料 （简体中文）
- 时光网上《曼蒂》的資料（简体中文）
- 開眼電影網上《曼蒂》的資料（繁體中文）